# Затьмацкий посад
Затьма́цкий посад (Затьма́чье) — торгово-ремесленное поселение (посад) древней Твери. Посад располагался к западу от Кремля, и был отделен от него рекой Тьмакой (отсюда название).
Затьмацкий посад имел границы: с востока и юга — левый берег р. Тьмаки, на северо-западе — церковь Иоанна Предтечи, на севере — берег р. Волги (в современных границах: север — течение р. Волги; северо-восток, восток и юг — течение р. Тьмаки; запад и юго-запад — ул. Головинский вал, ул. Задняя). Примерная площадь посада составляла 198 га. По мнению ряда исследователей, в 15-17 вв. посад с напольной стороны был укреплен острогом. Через Затьмацкий посад проходила дорога в Старицу.
В летописях на территории посада отмечены: церкви Иоанна Предтечи (1405), Параскевы (1468), Введения (1464), Марины (1484), Белой Троицы (1564), монастыри Федоровский (1317), Марфин (1484), Иоанна Богослова (1405), Григория Богослова (1446), Афанасьевской (1375). Храм Белая Троица (1564) — старейшее сохранившееся сооружение Твери. При описании пожара 1483 года упоминается «улица от Ивана святого от Предтечи к Пречистой на подол», в это время на посаде сгорело «дворов …да келей 40». В 1626 году в посаде насчитывалось 20 церквей и церк. мест.
В затьмацком посаде жили, преимущественно, ремесленники, большинство из которых занимались кузнечным и литейным делом. Всего в посаде было 5 слободок. Выше по течению Тьмаки были слободки ловчего пути и псарская. Возле церкви Николы на Зверинце находился княжеский зверинец. В Затьмачье также находился Татарский гостиный двор, где останавливались восточные купцы. Улицы посада располагались вдоль рек Волги и Тьмаки, в средней части было много территорий, занятых под пашни. 
Большая часть посада сгорела при пожаре 1763 года. План застройки Затьмачья был создан в 1777 году. Главный парадный фасад, набережная Тьмаки, был обращен к Кремлю. Там велось строительство каменных домов, принадлежащих купцам и церковным служителям. Улицы посада (Троицкая и Съезженская) были ориентированы на церковь Белая Троица и колокольню Спасского собора в Кремле.
В 19 веке Затьмачье стало аграрно-промышленной зоной Твери. Здесь выращивали овощи, существовали небольшие пищевые производства. До сооружения Головинского вала, Затьмачье регулярно затапливалось в весеннее половодье. После сооружения Головинского вала в 1866 году, создались более комфортные условия.